# Бойся её
«Бойся её» — одиннадцатая серия второго сезона сериала «Доктор Кто». Премьера серии состоялась 24 июня 2006 года на канале BBC One.

## Сюжет
Доктор и Роза отправились посмотреть на Олимпийские игры в Лондоне в 2012 году. Вместо этого им предстоит выяснять, каким образом среди белого дня бесследно пропадают дети и зрители на стадионе.